# 아난정
아난정(일본어: 阿南町)은 일본 나가노현 남단에 있는 시모이나군의 정이다. 기소산맥에 둘러싸여 있고 덴류강의 우안에 위치한 정이다.

## 역사
- 1957년 7월 1일 - 오시모조촌, 와고촌, 아사게촌이 합병해 아난정이 탄생하였다.
- 1959년 4월 1일 - 도미쿠사촌과 합병해 새로운 아난정으로 성립하였다.

## 인구
| 연도 | 인구   | ±%     |
| ---- | ------ | ------ |
| 1950 | 11,883 | —      |
| 1960 | 10,343 | −13.0% |
| 1970 | 8,261  | −20.1% |
| 1980 | 7,290  | −11.8% |
| 1990 | 6,851  | −6.0%  |
| 2000 | 6,232  | −9.0%  |
| 2010 | 5,456  | −12.5% |

## 교통

### 도로
- 국도 151호선
- 국도 418호선